# Amedy Coulibaly
Amedy Coulibaly (Juvisy-sur-Orge, 27 febbraio 1982 – Parigi, 9 gennaio 2015) è stato un terrorista e criminale francese, principale responsabile dell'attentato al supermercato Kosher di Parigi avvenuto il 9 gennaio 2015, due giorni dopo la sparatoria alla sede di Charlie Hebdo, avvenuta per mano dei fratelli Saïd e Chérif Kouachi, di cui Coulibaly stesso era un loro conoscente.

## Biografia

### Infanzia e adolescenza
Amedy Coulibaly nasce a Juvisy-sur-Orge, un comune nella regione dell'Île-de-France, in una famiglia di immigrati musulmani originari del Mali. Era l'unico maschio del gruppo poiché aveva nove sorelle e crebbe a La Grande Borne, a Grigny, un quartiere residenziale a sud di Parigi. A partire dall'età di 17 anni fu condannato cinque volte per rapina a mano armata e almeno una volta per traffico di droga. Da un rapporto messo alla luce da uno psichiatra, è stato accertato che Amedy era affetto da dei disturbi psichici e aveva una "scarsa capacità di introspezione".
Nel 2004 fu condannato a scontare una pena di sei anni nel carcere di Fleury-Mérogis per rapina a mano armata compiuta in una banca. Lì fece amicizia con Chérif Kouachi, che lo convinse a convertirsi all'Islam. Incontra anche Djamel Beghal, reclutatore di al-Qaeda condannato per aver pianificato un attentato all'ambasciata statunitense a Parigi. Dopo essere stato rilasciato, nel 2009 sposa Hayat Boumeddiene. Dal 2009 incontra regolarmente, una volta al mese, Djamel Beghal, cui era stata assegnata una residenza a Murat. Nel maggio 2010 viene nuovamente arrestato per possesso di armi e documenti falsi.
Secondo le autorità, stava progettando un piano per vendere le sue armi e nel dicembre 2013 fu condannato a cinque anni di carcere per aver cercato di far evadere di prigione Smain Ait Ali Belkacem, che aveva progettato i bombardamenti alla metropolitana di Parigi nel 1995, piano in cui erano coinvolti presumibilmente anche i fratelli Kouachi. Tuttavia nel marzo 2014 la sentenza fu ribaltata e dettero a Coulibaly due mesi di libertà vigilata con obbligo di braccialetto elettronico. Nei mesi successivi, si perde traccia di Amedy Coulibaly; fra il 30 dicembre 2014 e il 2 gennaio 2015 sembra soggiornare a Madrid da dove la sua compagna, Hayat Boumeddiene, parte in Siria.

### Assalto al supermercato Kosher del gennaio 2015
La mattina dell'8 gennaio 2015, a Montrouge, Coulibaly, armato e dotato di giubbotto antiproiettile, fece fuoco contro alcuni agenti della polizia francese, chiamata per un incidente stradale. Lo scontro a fuoco ha provocato la morte di una poliziotta e il ferimento di un altro agente. A quel punto Coulibaly si dette alla fuga. Il giorno dopo, il 9 gennaio, si barricò all'interno del supermercato kosher Hypercacher di Parigi prendendo in ostaggio diciassette persone, uccidendone quattro e ferendone altre quattro, tutte di religione ebraica.
Preso d'assalto dalle forze armate, Coulibaly uscì dal supermercato nel tentativo di scappare ma venne raggiunto dalle pallottole degli agenti e ucciso sul colpo. L'intera scena fu ripresa in diretta televisiva dai vari telegiornali nazionali. La compagna di Coulibaly, Hayat Boumeddiene, non rispose agli inviti a comparire davanti agli inquirenti; si scoprì poi che era partita per la Turchia il 2 gennaio, con destinazione finale per la Siria.
Tale evento, descritto come un attacco a sfondo antisemita, si verificò il giorno dopo l'assalto alla sede giornalistica di Charlie Hebdo, nel quale i fratelli Kouachi uccisero a colpi di fucili d'assalto sette persone all'interno della struttura, per poi ucciderne altre tre nei dintorni di Parigi. Dopo che i due si barricarono in una tipografia a Dammartin-en-Goële, vennero infine uccisi lo stesso giorno di Coulibaly durante l'irruzione della polizia all'interno della struttura.
Seppur collegati, mentre gli attacchi alla redazione giornalistica sono stati rivendicati dalla frangia yemenita di Al Qaeda, Coulibaly ha giurato fedeltà allo Stato Islamico. Le armi usate da Coulibaly (un kalashnikov e quattro pistole) gli furono vendute da Claude Hernant, un estremista di destra, ex funzionario del Fronte Nazionale.